# 155 Eskadra IAF

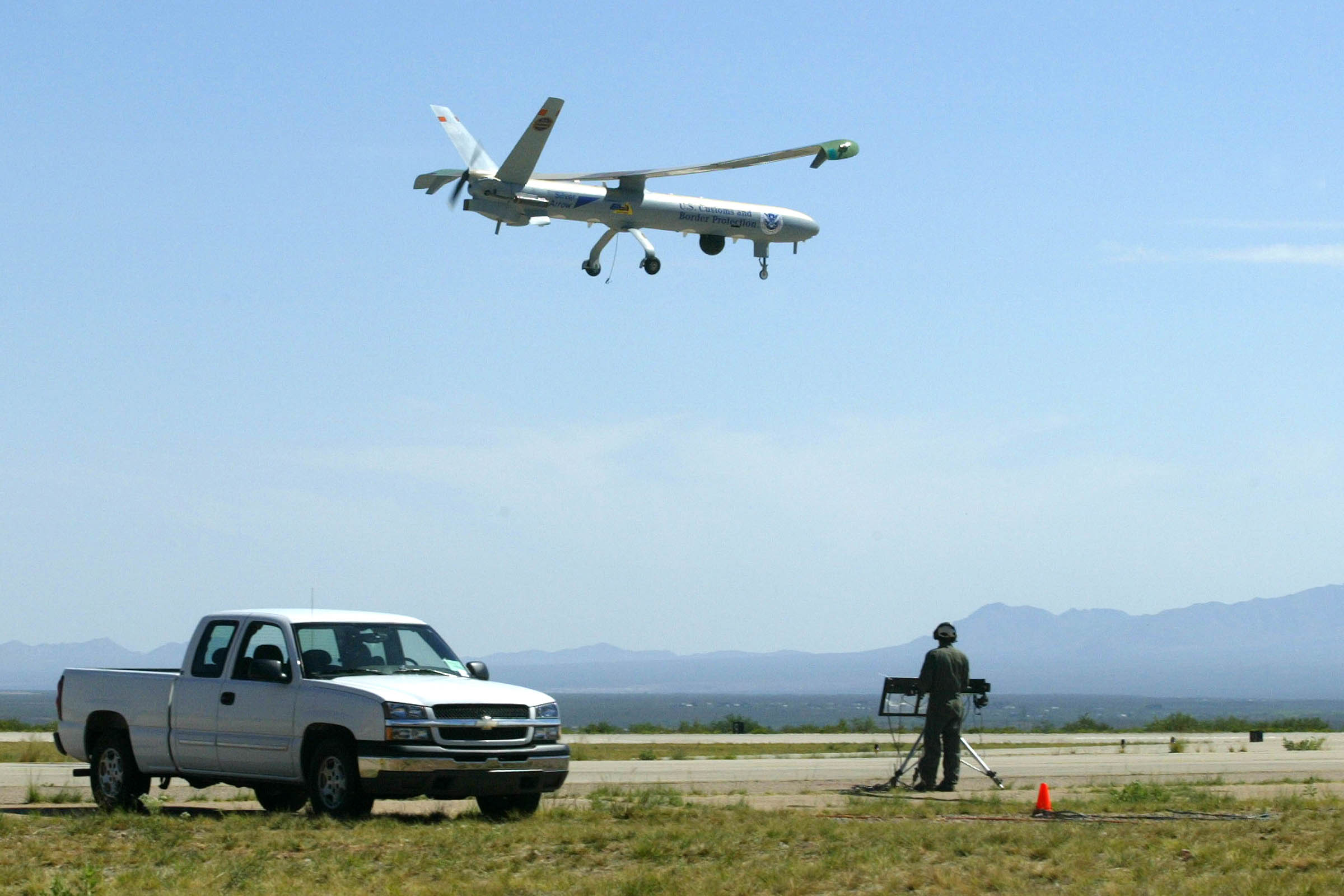
Hermes 450.

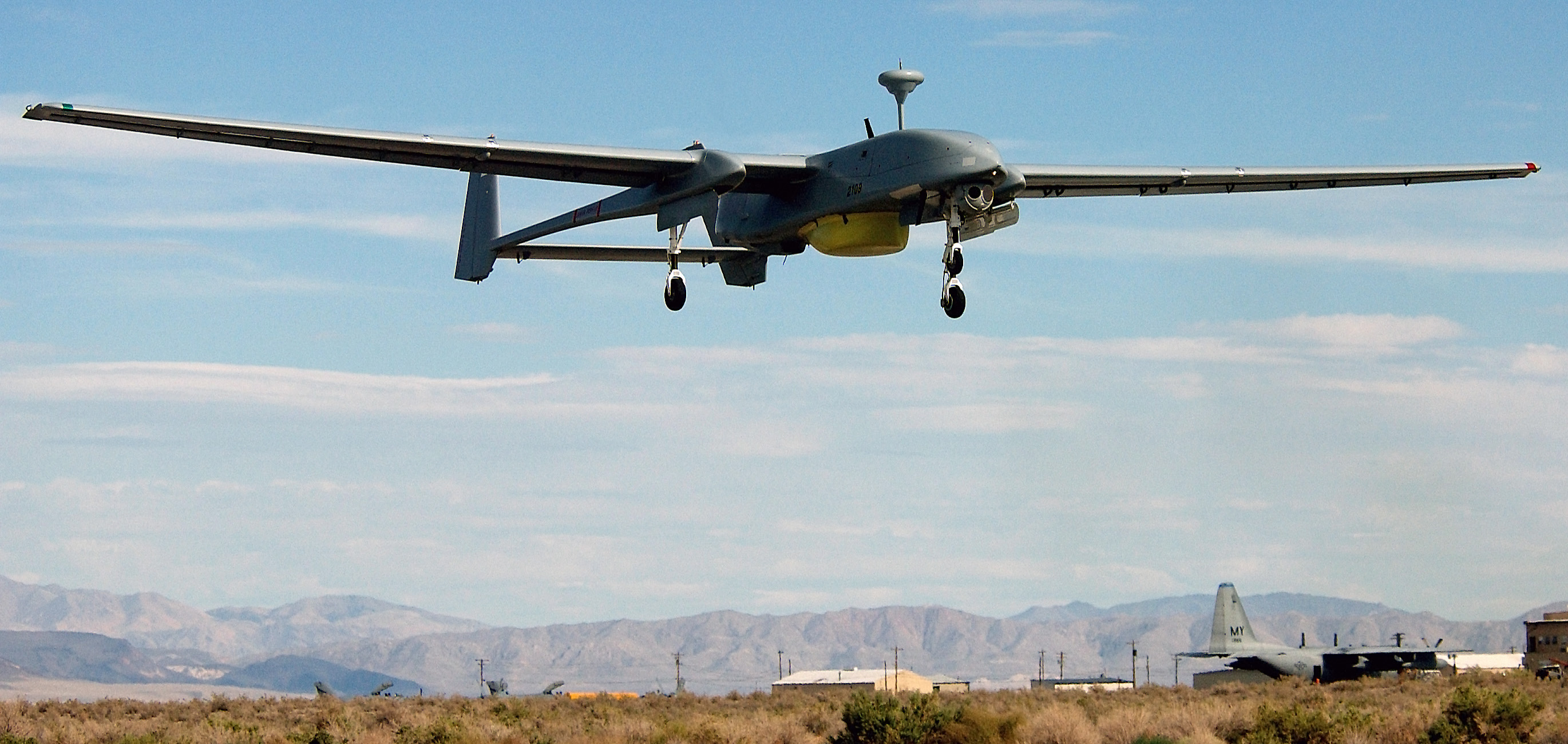
Heron 1.

155 Eskadra – rozpoznawcza eskadra Sił Powietrznych Izraela, bazująca w Chacerim w Izraelu.

## Wyposażenie
Na wyposażeniu 155 Eskadry znajdują się różne rodzaje bezzałogowych aparatów latających UAV, w tym: Scout, Searcher, Hunter, Pioneer, Harpy, Ranger, I-see, I-view i inne. Wiele z tych aparatów było wykorzystywanych w misjach bojowych, podczas których wskazywały cele samolotom bojowym i artylerii. Istnieją niepotwierdzone przez Izrael doniesienia o użyciu bezzałogowych aparatów latających do bezpośredniego atakowania celów.